# Eugeen Goossens
Eugeen Goossens (Antwerpen, 9 februari 1942) is een voormalig medewerker van Studio Vandersteen, de tekenstudio van Willy Vandersteen. Hij werkte hier van 1965 tot 1990.

## Beginjaren
In zijn jeugd was Goossens al een fervente liefhebber van strips, en in het bijzonder van de Suske en Wiske-reeks. Als kind had hij al de wens om zelf ook Suske en Wiske-strips te maken. Op 13-jarige leeftijd kreeg Goossens van zijn ouders het album van De kleppende klipper, dat hij later door Vandersteen zelf liet voorzien van een tekening van Jerommeke tijdens een signeersessie in de Grand Bazar in Antwerpen, waar zijn moeder toen werkzaam was. Goossens bleef dit album uit trots in zijn bezit houden.
Via een buurman van zijn ouders kwam Goossens in contact met Eduard De Rop, aan wie hij een aantal tekeningen meegaf om aan Vandersteen te laten zien. Goossens had later met Vandersteen een sollicitatiegesprek in Taverne Marcel aan de Groenplaats in Antwerpen. In 1965 werd Goossens inderdaad bij Studio Vandersteen gevoegd. Daarvoor had hij sinds 1958 een studie gevolgd aan de Koninklijke Academie voor Schone Kunsten in Antwerpen. Zijn tekenwerk was volgens Vandersteen in orde, en Goossens werd direct als freelancer ingeschakeld om de tekeningen van De familie Snoek te inkten. 
In het begin werkte Goossens vooral mee aan de productie van verhalen voor de series Jerom (een spin-off van Suske en Wiske)  en Bessy voor de Duitse uitgeverij Bastei Verlag, waarvoor iedere week een nieuw verhaal moest verschijnen. In het voorjaar van 1966 werd Goossens in vaste dienst aangenomen. Ook werkte hij mee aan De familie Snoek, De Rode Ridder, Robert en Bertrand en Karl May. Goossens werd zelfs door Vandersteen eens getekend in het Suske en Wiske album De briesende bruid uit 1969. Vanwege zijn precisie en omdat hij er sterk aan hechtte dat zaken als het schrijfgerei altijd op een vaste plek lagen, werd Goossens door zijn collega’s “de professor” genoemd; deze bijnaam had Karel Biddeloo, een tekenaar van De Rode Ridder, aan hem gegeven.
Later, toen Paul Geerts de nieuwe hoofdtekenaar was van Suske en Wiske, werd Goossens naast Eduard De Rop inkter bij deze inmiddels zeer populaire stripreeks. Ook was hij de maker van enkele reclame- en promotionele  Suske en Wiske-verhalen die buiten de eigenlijke hoofdreeks werden uitgebracht, zoals Suske en Wiske in het Zeeuws museum, een uitgave ter gelegenheid van een Vandersteen-tentoonstelling in Middelburg, en Fata Morgana, een speciaal album voor de Efteling.
Naast zijn werk als tekenaar was Goossens ook actief als schilder.

## Suske en Wiske
Toen Goossens begon bij Studio Vandersteen, was Vandersteen bezig met de De apekermis (1967). In het begin heeft Goossens ook nog meegeholpen aan Wattman (1967) en Jeromba de Griek (1967). Vanaf De pompenplanters, uitgekomen in november 1979, werd Goossens de opvolger van Eduard De Rop als vaste inkter van de Suske en Wiske-verhalen. Goossens verzorgde in totaal het inktwerk voor 30 verhalen in de rode reeks. 
Onderstaande lijst toont een titeloverzicht van de verhalen die Goossens (hetzij gedeeltelijk) geïnkt heeft. De cijfers die voor de titels staan zijn de cijfers waaronder de verhalen zijn uitgebracht in de vierkleurenreeks met tussen haakjes het jaar van eerste publicatie.
- 71. Wattman (1967)
- 72. Jeromba de Griek (1967)
- 176. De pompenplanters (1979)
- 177. De adelijke ark (1980)
- 178. De stoute steenezel (1980)
- 180. Het kregelige ketje (1980)
- 181. De perenprins (1980)
- 182. De koperen knullen (1981)
- 183. De toffee tamboer (1981)
- 185. De botte botaknol (1981)
- 186. De rosse reus (1982)
- 187. De droevige duif (1982)
- 189. De Belhamel-bende (1982)
- 190. De woelige Wadden (1983)
- 194. De gouden ganzeveer (1983)
- 195. De hippe heksen (1983)
- 196. De natte Navajo (1983)
- 197. Het Delta-duel (1984)
- 198. De lieve Lilleham (1984)
- 199. De tame Tumi (1984)
- 200. Amoris van Amoras (1984)
- 201. Het dreigende dinges (1985)
- 202. Angst op de “Amsterdam” (1985)
- 204. De mooie Millirem (1985)
- 205. De kattige kat (1986)
- 206. De bonkige baarden (1986)
- 207. De glanzende gletsjer (1986)
- 208. De hellegathonden (1986)
- 209. De kwaaie kwieten (1987)
- 210. De jolige joffer (1987)

## Reclame- en promotie verhalen van Suske en Wiske
Goossens heeft aan heel veel reclame en promotie verhalen meegewerkt. Onderstaande lijst toont een titeloverzicht van de verhalen die Goossens zelf getekend heeft.
- Beter voor Bert (1983)
- Suske en Wiske Vakantieuitgave (1984)
- De Tiroolse trawanten (1985)
- De tandentikkers (1985)
- Sony-san (1986)
- Tegen de ZZZ (uit Zee Zon Zandboek in 1986)
- Witte zwanen zwarte zwanen (1987)
- Fata Morgana (1988)
- Suske en Wiske in het Zeeuws museum (1989)
- Het gouden kuipje (1989)
- De gouden friet (1990)

## De Rode Ridder
Goossens heeft in tegenstelling tot Suske en Wiske maar een beperkte bijdrage geleverd aan het tekenwerk voor De Rode Ridder. In totaal tekende Goossens vijf covers: De zwarte roos (1968), De wilde jacht (1968), De verzonken klok (1968), De barst in de ronde tafel (1969) en De laatste droom (1969).
Op een gegeven moment werd Goossens gevraagd een volledige pagina te tekenen. Voor het verhaal De kroon van Deirdre (1965) tekende Goossens de laatste bladzijde. Dit was uiteindelijk de enige pagina van De Rode Ridder die Goossens op zijn naam heeft staan.

## Tussendoor…
Tussen het werk voor Studio Vandersteen door heeft Goossens zelfs nog een eigen reeks privé opgestart. De gag-strip “De Dolle Mina” werd gecreëerd, voor het advertentieblad Tele-Tip, deze werd wekelijks gepubliceerd. Ondanks dat dit wel succes had, heeft dit niet langer dan een jaar bestaan, Goossens is naar eigen zeggen geen “verteller die de verhalen uit de mouwen schudt, maar een tekenaar”. Vandersteen heeft toen aangeboden om weer volledig terug te keren bij Studio Vandersteen. Goossens kreeg vervolgens Robert en Bertrand toegewezen. Hij is toen begonnen met het inkten van het verhaal van De hel van Solferino (1980). Naast het inktwerk voor de diverse reeksen ging Goossens zich ook bezighouden met het reclame- en promotiemateriaal van Studio Vandersteen.

## Reclame- en promotiematerialen
Naast de eerdergenoemde albums heeft Goossens onder andere het Suske en Wiske reclame- en promotiewerk van supermarktketen Albert Heijn verzorgd.
Verder kun je het werk van Goossens heel goed herkennen in de grootformaat reclameposters die van Suske en Wiske zijn verschenen, bijvoorbeeld de "Sunkist" poster (1987) en de reclameposter van Voel je klant bij de middenstand (1989).

## Robert en Bertrand
Vanaf De hel van Solferino (1980) album nummer 35, verzorgde Goossens het inktwerk voor deze reeks.

## De Geuzen
Na zijn tijdperk bij Suske en Wiske lostte Goossens Eric De Rop af als inkter van De Geuzen, Eric De Rop bewandelde de omgekeerde weg en ging de verhalen van Suske en Wiske inkten. Vanaf het vierde album De rattenvanger (1987)  inkte Goossens zeven verhalen tot aan het overlijden van Vandersteen, wat tevens het laatste album en het laatste werk van Goossens was bij Studio Vandersteen.

## Einde van een tijdperk
Na zijn bijdrage aan de rode reeks van Suske en Wiske is Goossens De Geuzen gaan inkten op schetsen en tekeningen van Vandersteen, dit heeft Goossens gedaan tot aan het overlijden van Vandersteen op 28 augustus 1990. De Geuzen was de enige reeks die na het overlijden van Vandersteen niet mocht worden voortgezet, dat stond beschreven in zijn testament. Dit betekende echter het einde van de lange, maar waardevolle loopbaan van Goossens, die begon in 1965, bij Studio Vandersteen.
Goossens had echter, in tegenstelling tot zijn collega’s zelf geen reeks om op zich te nemen zoals, Geerts, die Suske en Wiske tekende, Biddeloo, die De Rode Ridder tekende, Jeff Broeckx, die Bessy Natuurcommando tekende, Eduard De Rop, die Jerom tekende en Ron Van Riet, die Robert en Bertrand tekende.

## Maar toen...
In 2022 besloot Standaard Uitgeverij om alle eenentwintig Biggles verhalen te gaan bundelen in integrale boeken, telkens met een dossier van 14 pagina's erbij. Goossens werd benaderd door Standaard Uitgeverij om voor de Biggles Integrale reeks de covers te hertekenen. Op 4 april 2023 verscheen integraal deel één van De avonturen van Biggles, het vierde en tevens laatste deel van deze integrale reeks verscheen op 16 april 2024.
Zo heeft Goossens na zijn vertrek in 1990 toch wéér een bijdrage kunnen leveren aan het rijke oeuvre van Vandersteen.